# جونیا تاناکا (بازیکن فوتبال، زاده ۱۹۸۳)
جونیا تاناکا (ژاپنی: 田中 淳也؛ زادهٔ ۲۴ آوریل ۱۹۸۳) یک بازیکن فوتبال اهل ژاپن است.
از باشگاه‌هایی که در آن بازی کرده‌است می‌توان به باشگاه فوتبال ویسل کوبه، باشگاه فوتبال جف یونایتد چیبا و باشگاه فوتبال ساگان توسو اشاره کرد.